# Leviunguis
Leviunguis Wunderlich, 2012 è l'unico genere appartenente alla famiglia di ragni estinti  Leviunguidae.

## Distribuzione e habitat
I resti degli individui appartenenti alle specie incluse in questo genere di ragni sono stati tutti scoperti all'interno di blocchi di ambra provenienti dal Myanmar e risalenti al medio-Cretacico, quindi a un periodo compreso tra i 113 e i 93,5 milioni di anni fa.

## Caratteristiche
Gli esemplari appartenenti a questo genere mostrano un corpo non più lungo di 1,0 mm con un prosoma lungo non più di 0,5 mm.
Negli individui maschili, i bulbi dei pedipalpi, estremamente elaborati come in tutti i ragni della sezione Entelegynae, hanno un tegulum non sporgente e recante complicate scleriti e diverse apofisi, di cui una è certamente la mediana, un embolo solitamente lungo e una lunga apofisi parembolica in parte guidata dal margine del cymbium, con quest'ultimo che risulta essere piuttosto ampio e privo di paracymbium. Sulle tibie dei pedipalpi è inoltre presente un'escrescenza prolaterale piegata distalmente e anch'esse, come i metatarsi, risultano essere prive di setole.
Si ritiene che nessuno degli individui appartenenti a questa famiglia fosse capace di autotomia delle zampe.
Stando ad alcune sue caratteristiche, quali la chetotassia, la posizione degli occhi, la forma del prosoma e la conformazione del tegulum, la famiglia dei Leviunguidae, e quindi il genere Leviunguis, può essere considerata il membro più antico di un clado in cui le setole femorali, latero-tibiali e metatarsali sono assenti.

## Tassonomia
Inizialmente incluso nella famiglia dei Theridiosomatidae da Jörg Wunderlich nel 2012, il genere dei Leviunguis, il cui nome deriva dall'unione dei termini latini levis,  ossia "liscio", e unguis, ossia "artigli", è stato poi incluso nella famiglia monotipo dei Levinguidae, sempre da Wunderlich, nel 2018. In quest'ultima occasione, Wunderlich ha anche descritto una decina di nuove specie appartenenti al genere Leviunguis, fino ad allora considerato monotipico.
Secondo il World Spider Catalog, le specie appartenenti a questo genere sono:
- †Leviunguis altus Wunderlich, 2018
- †Leviunguis anulus Wunderlich, 2018
- †Leviunguis anulusoides Wunderlich, 2018
- †Leviunguis bruckschi Wunderlich, 2012
- †Leviunguis bruckschoides Wunderlich, 2018
- †Leviunguis erectus Wunderlich, 2018
- †Leviunguis glomulus Wunderlich, 2018
- †Leviunguis glomus Wunderlich, 2018
- †Leviunguis graciliembolus Wunderlich, 2018
- †Leviunguis gradus Wunderlich, 2018
- †Leviunguis porrigens Wunderlich, 2018
- †Leviunguis pseudobruckschi Wunderlich, 2018
- †Leviunguis quadratus Wunderlich, 2018